# Дом Яушевых
Дом Яушевых — памятник архитектуры, объект культурного наследия регионального значения в городе Троицк Челябинской области.

## История

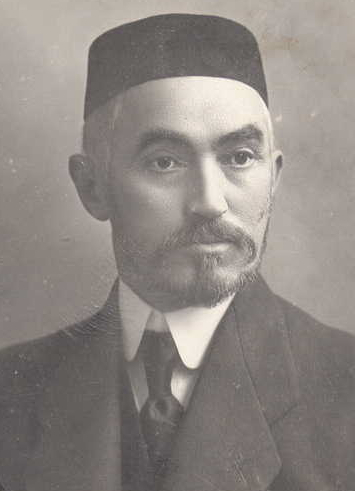
Муллагали Яушев

Усадьба построена в 1880 году и принадлежала купцу первой гильдии Муллагали Яушеву.
После октябрьской революции хозяева усадьбы эмигрировали в Японию, здание было национализировано.
В 1977 г. бывшему дому Яушевых, находившемуся на тот момент в ведении троицкого ГорОНО, был присвоен статус памятника истории и культуры местного значения.
В 1992 г. Дом пионеров и школьников переименован в Центр детских и юношеских объединений, а в 2011 г. в муниципальное бюджетное учреждение дополнительного образования детей «Детско-юношеский центр».

## Архитектура
Усадьба представляет собой комплекс из двух жилых зданий и нескольких хозяйственных построек. Жилые здания представляют собой образцы купеческой архитектуры XIX в. и выполнены в стиле модерн с элементами ордерной архитектуры и восточными мотивами.
По первоначальному проекту в основном здании имелся зимний сад, в советское время переоборудованный в актовый зал.

### Фасад основного здания

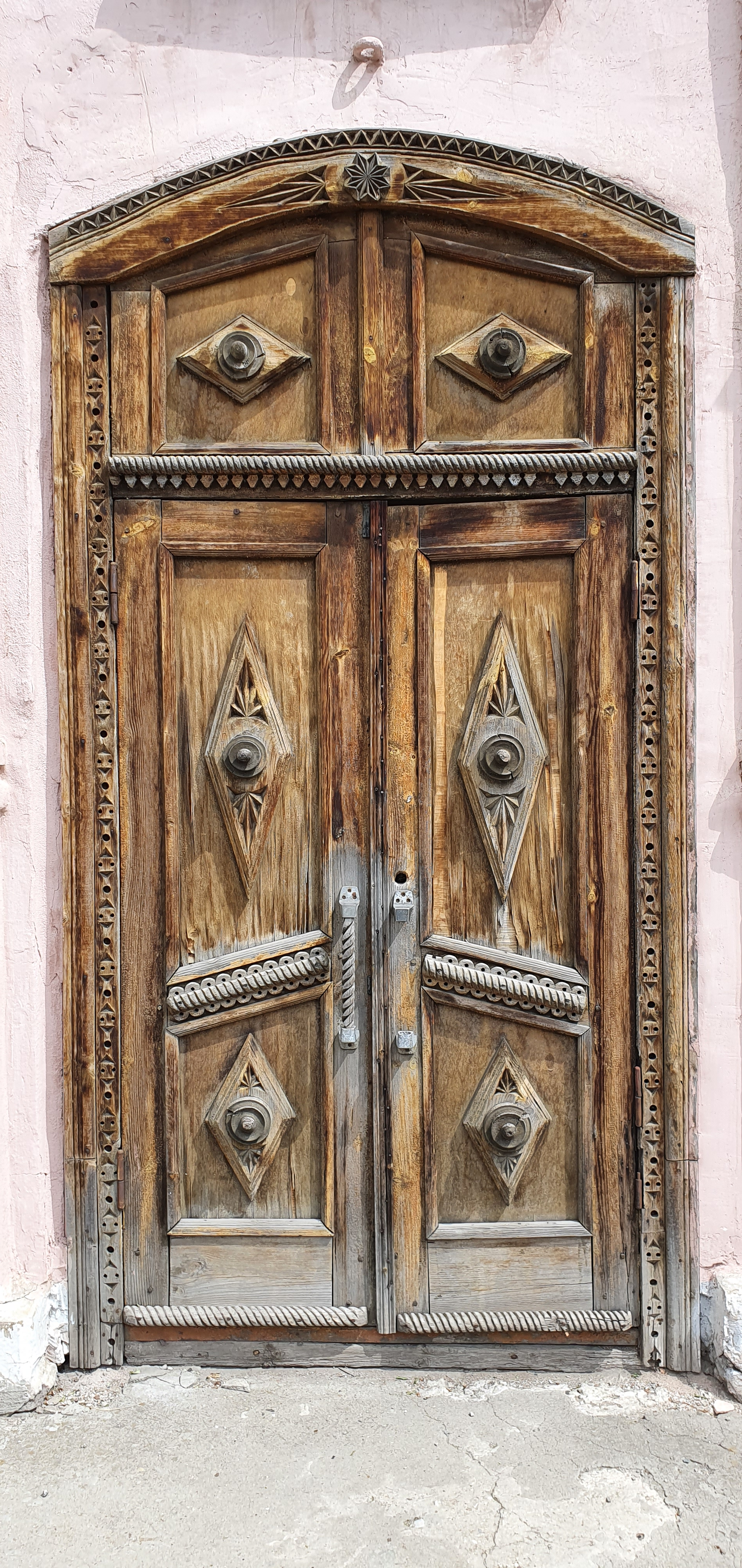
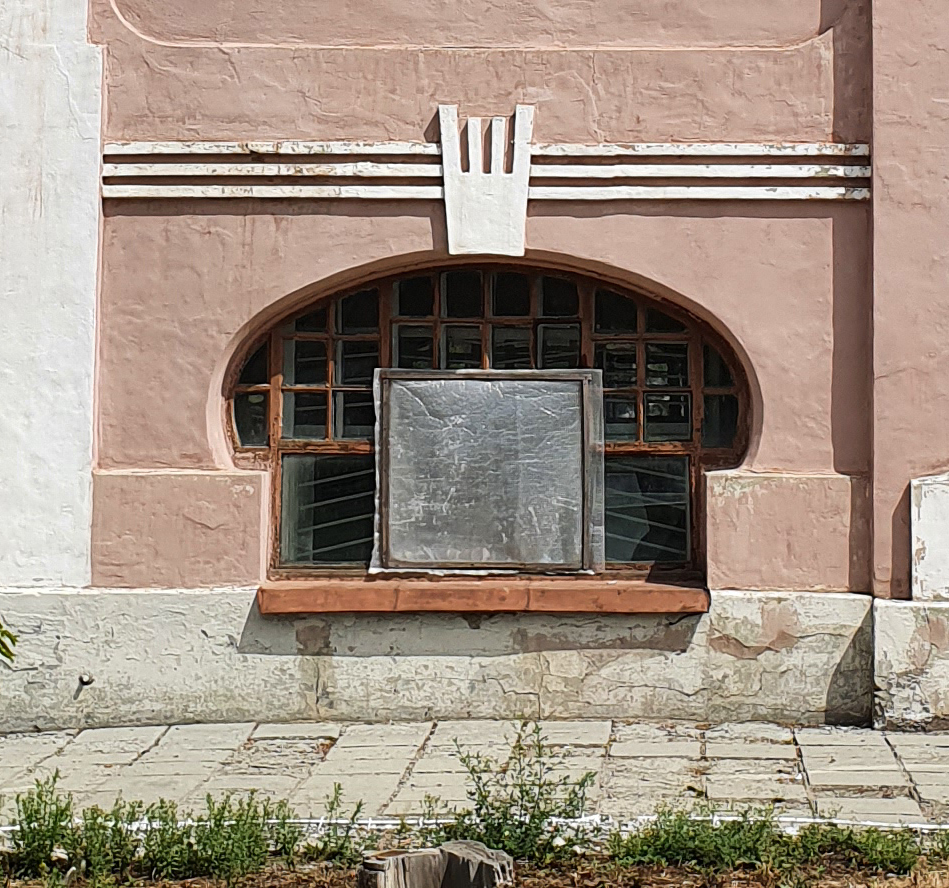
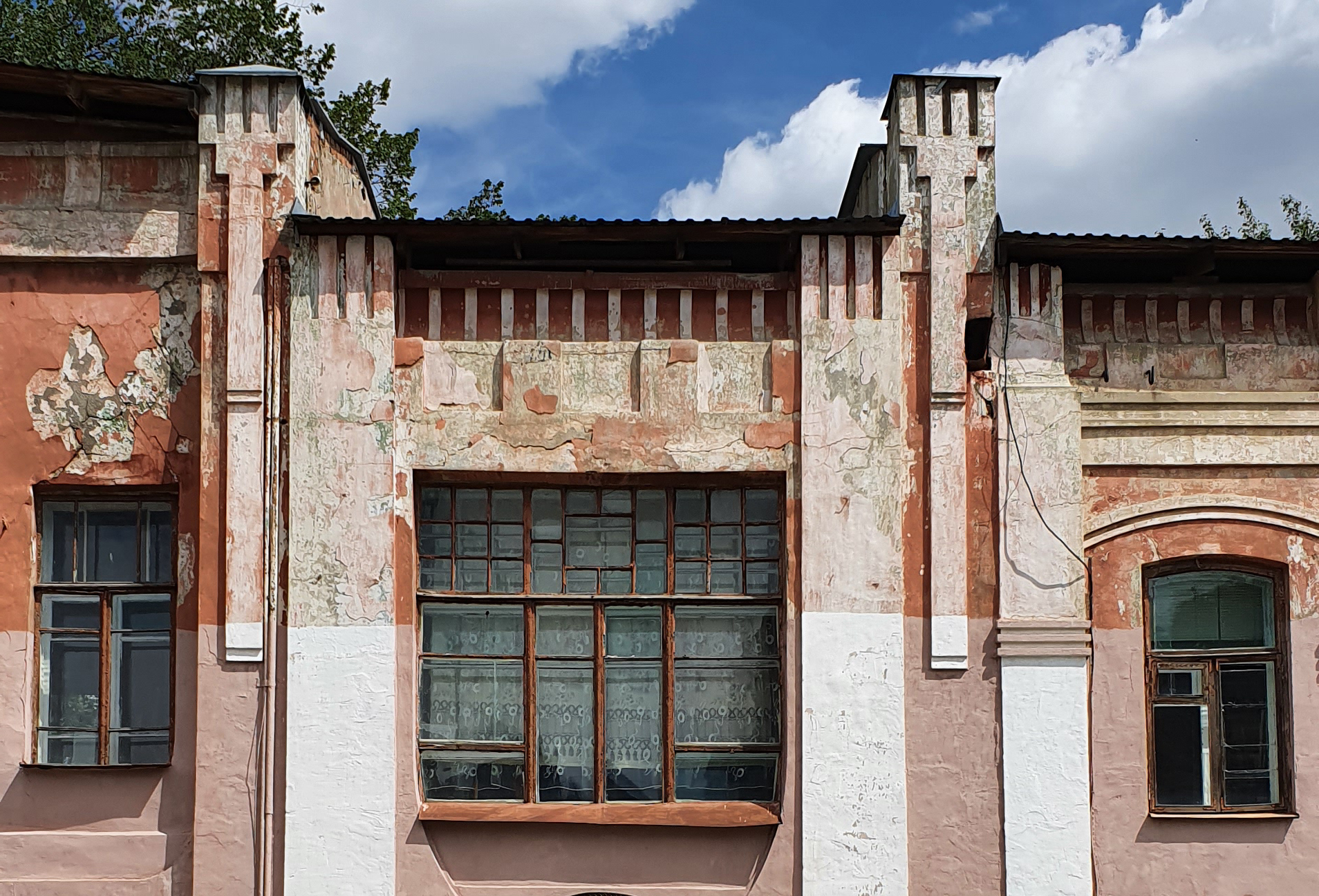

### Интерьер основного здания

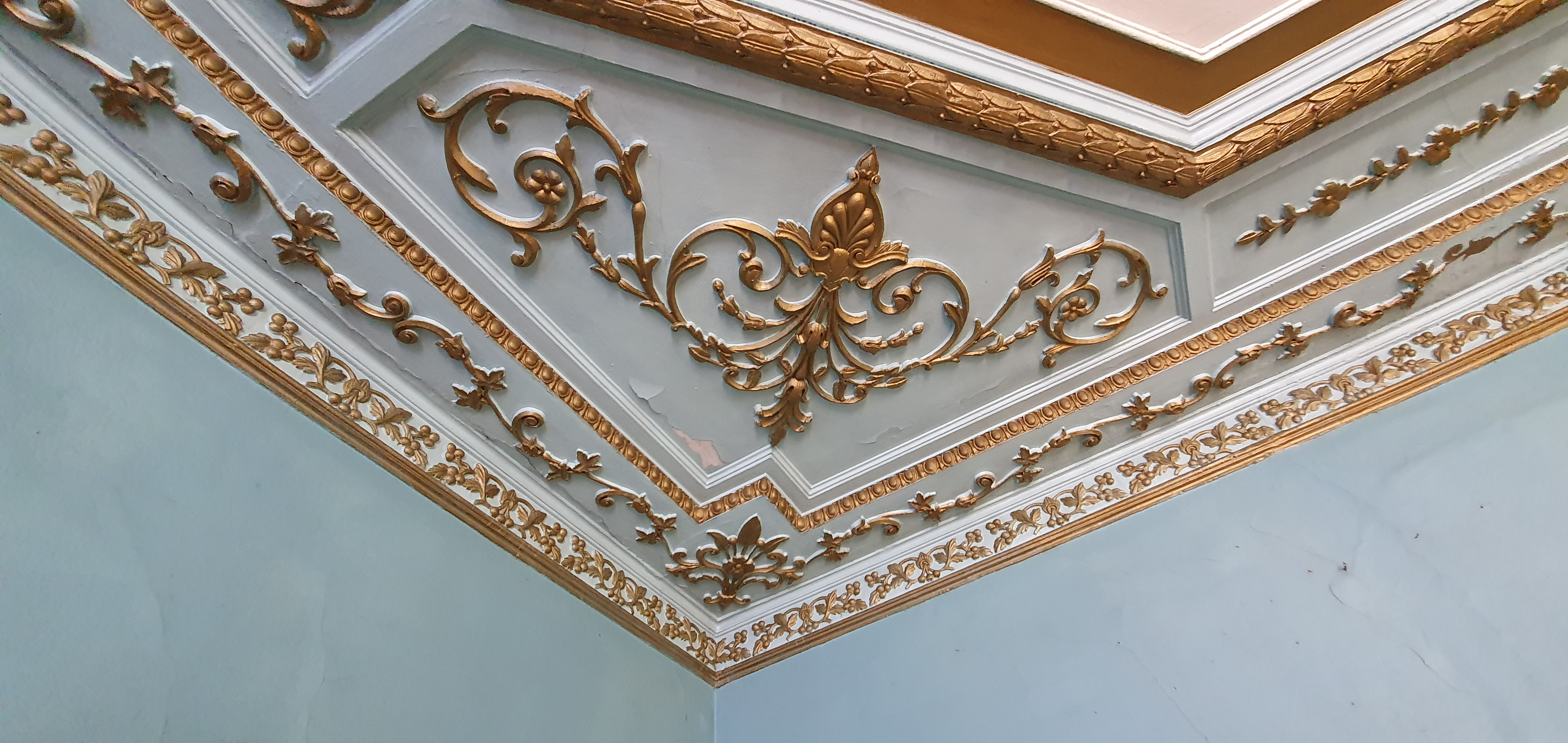
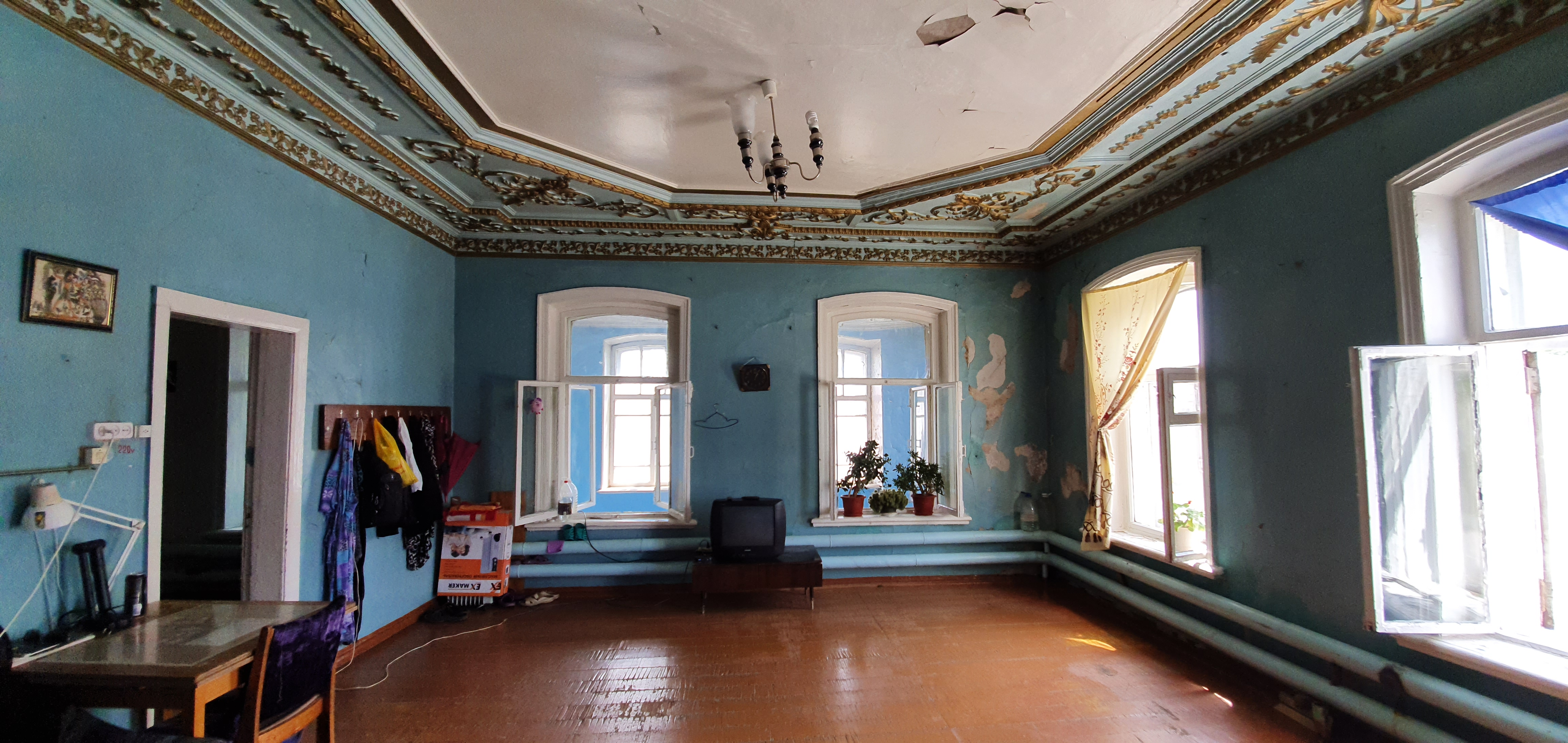
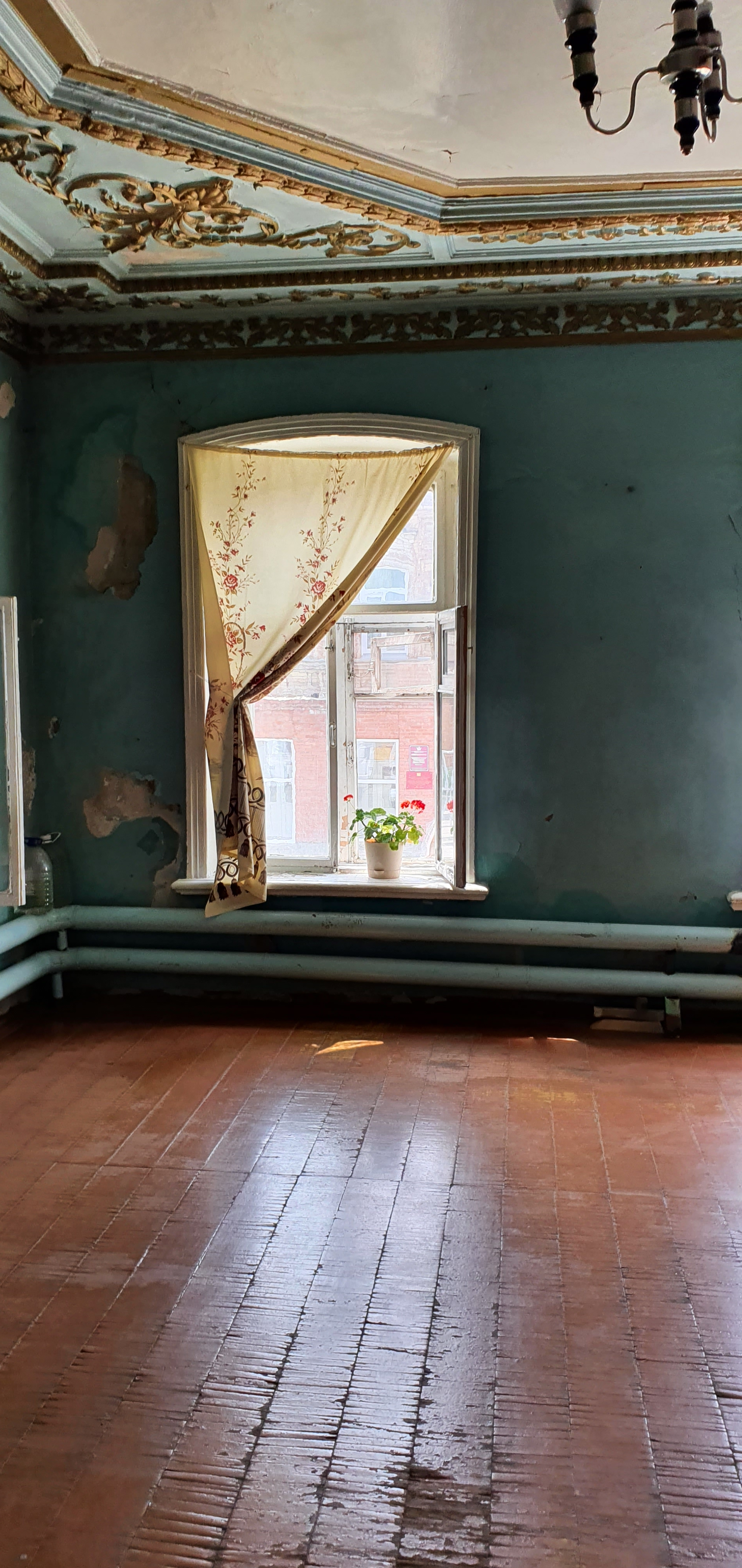
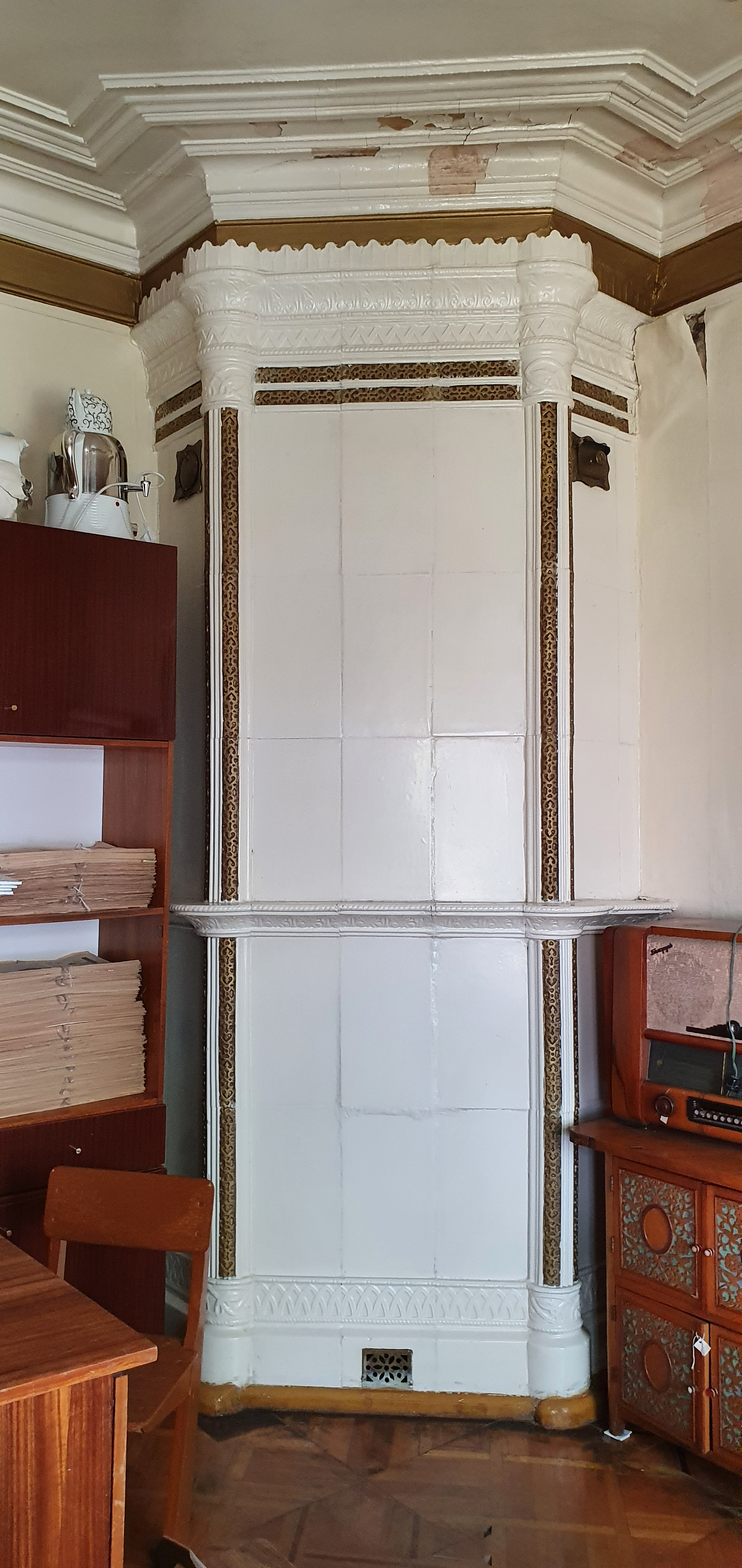
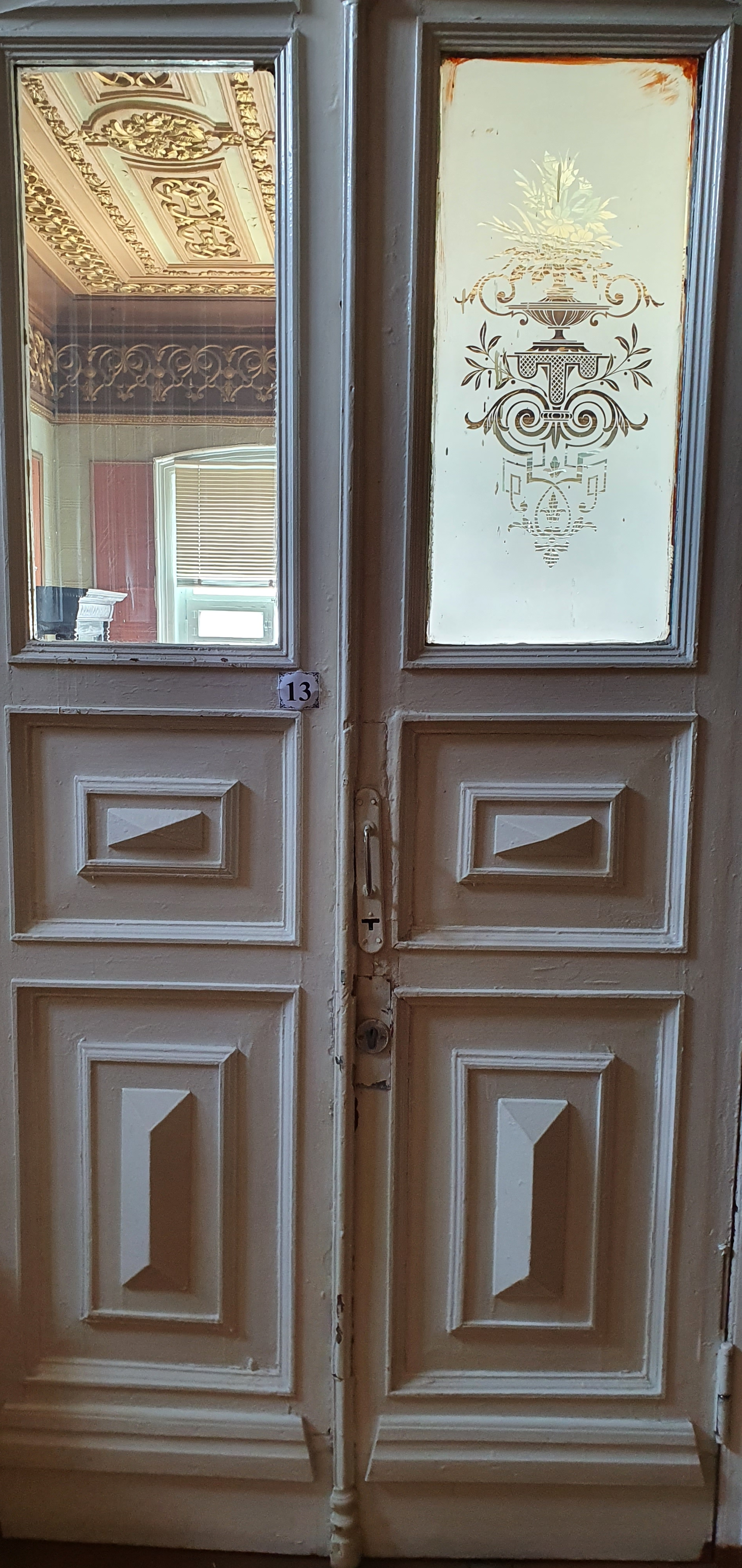
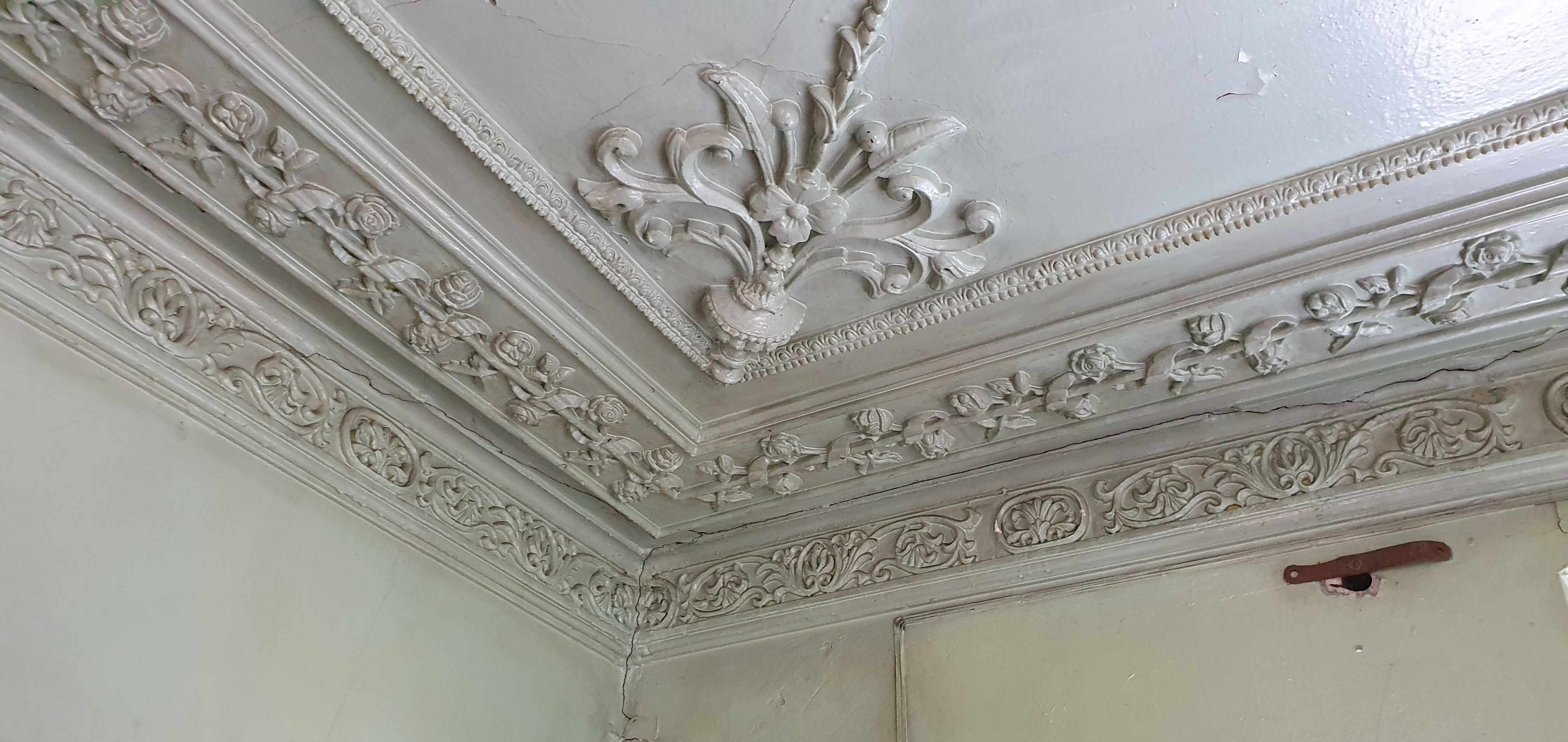
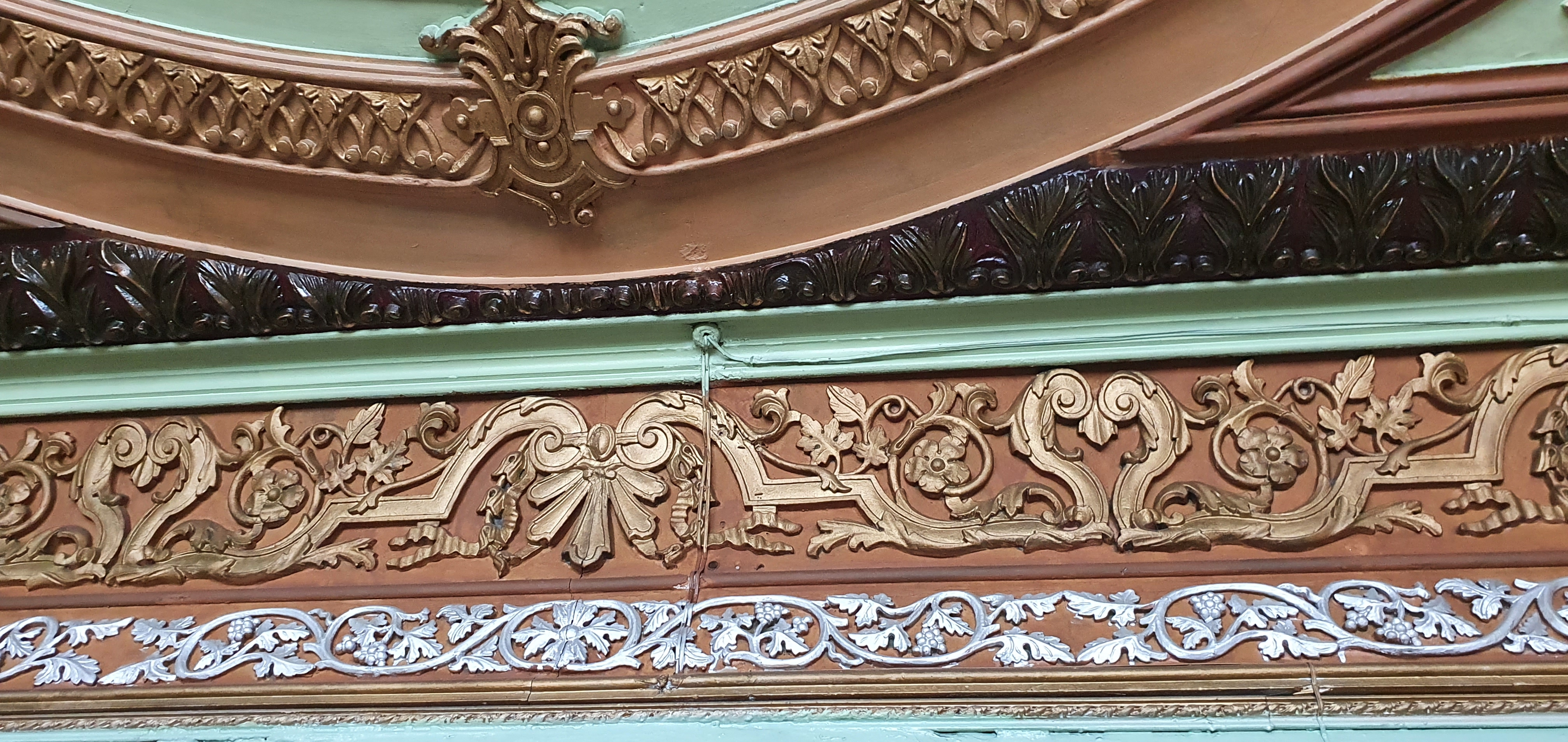

### Второе жилое здание

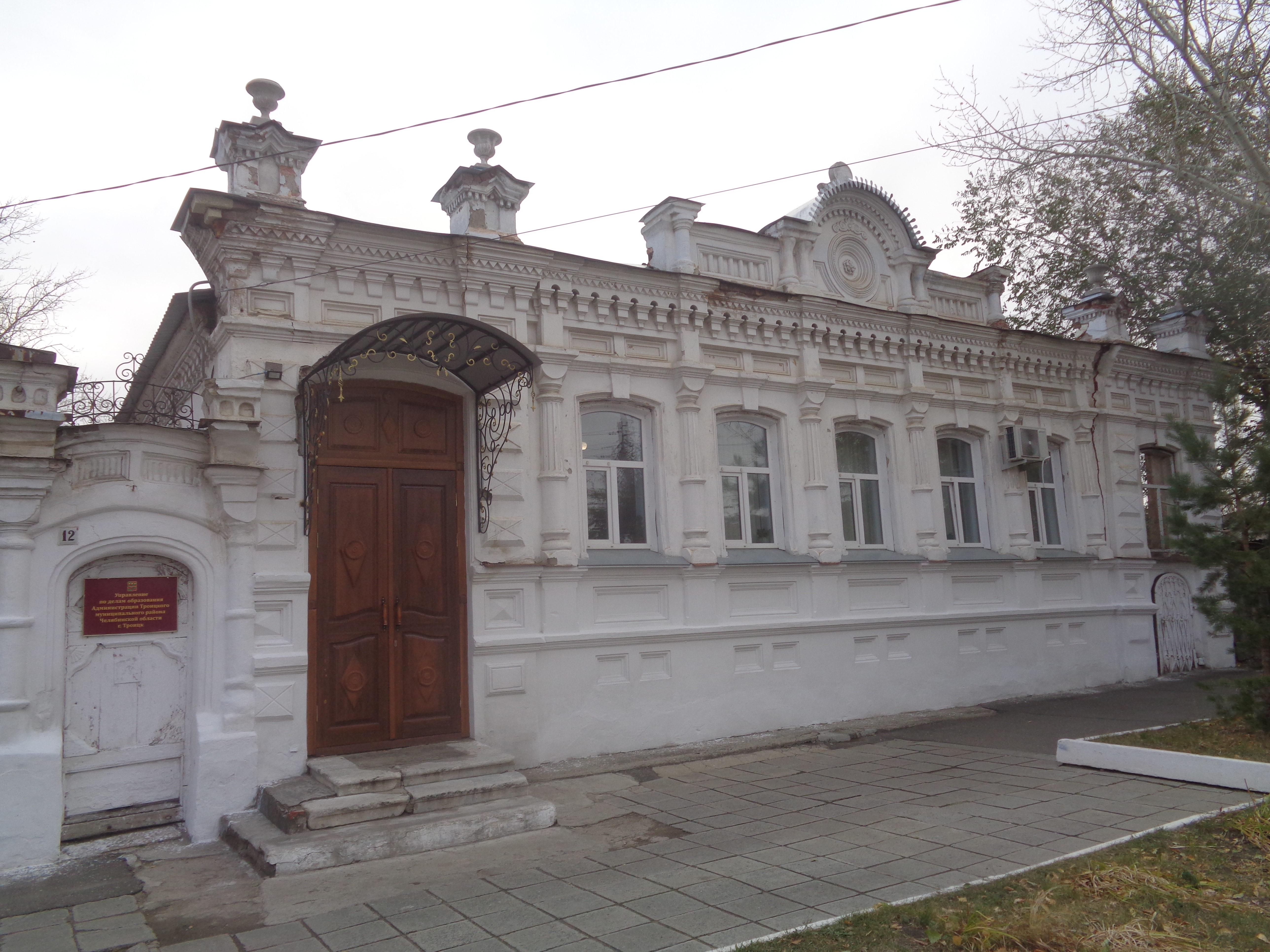
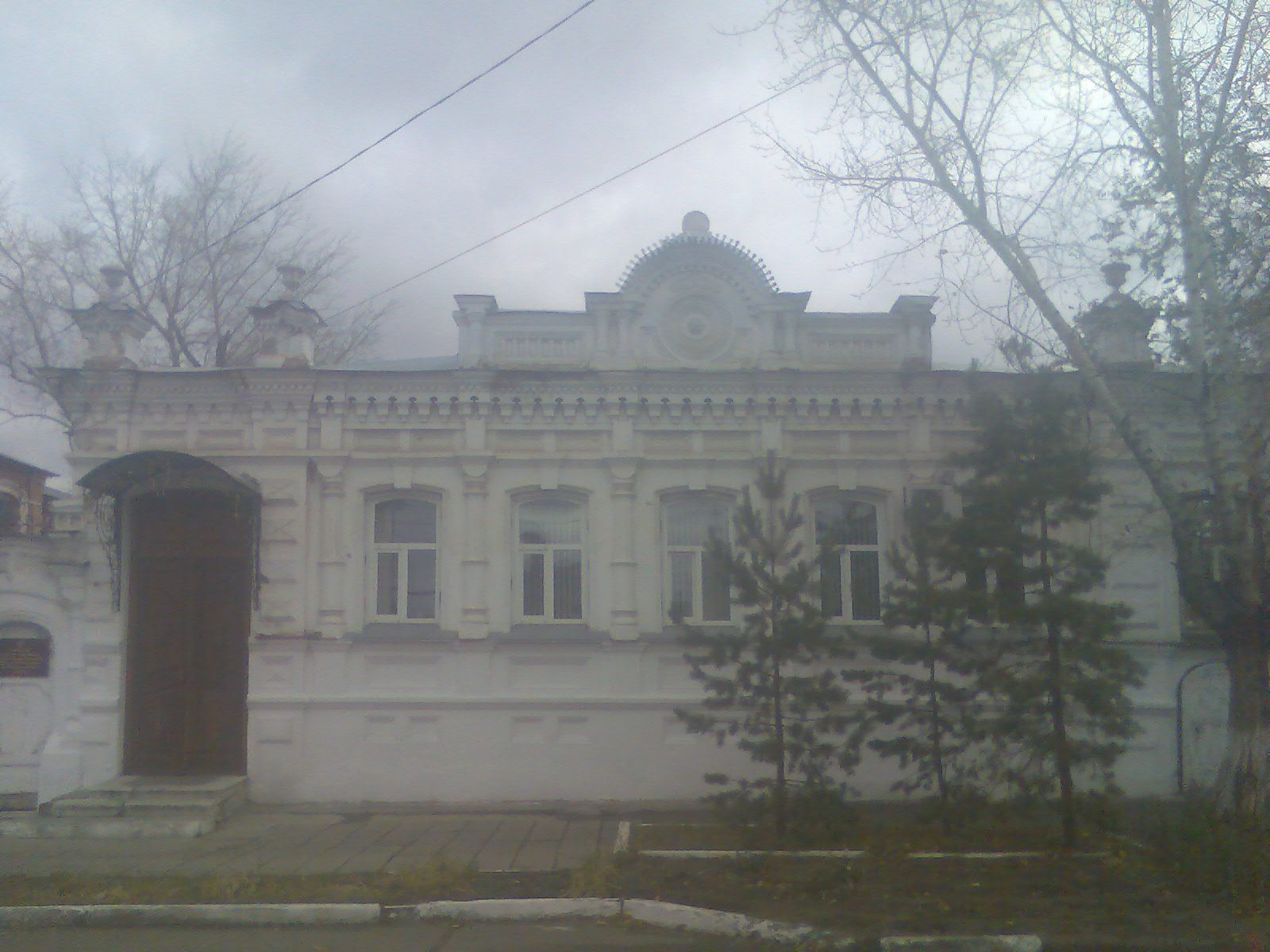

## Сноски
1. ↑  Решение о мерах по дальнейшему улучшению дела охраны и использования памятников истории и культуры области - Челябинский областной исполнительный комитет, 20 сентября 1977 г.
2. ↑  Детско-юношеский центр Архивная копия от 12 марта 2019 на Wayback Machine (официальный сайт)
3. ↑  Пономаренко Е. В. МОДЕРН В АРХИТЕКТУРЕ ТРОИЦКА Архивная копия от 15 июня 2022 на Wayback Machine - Альманах современной науки и образования. Тамбов: Грамота, 2008. № 6. Ч. 2.